# Phare de Moronas
Le phare de Moronas (en portugais : Farol Moronas) est phare situé à environ 30 km à l'est de Manaus (État d'Amazonas - Brésil).
Ce phare est la propriété de la Marine brésilienne et il est géré par le Centro de Sinalização Náutica e Reparos Almirante Moraes Rego (CAMR) au sein de la Didection de l'Hydrographie et de la Navigation (DHN).

## Description
C'est une tour cylindrique en béton de 16 m de haut, avec une lanterne ouverte au dôme carré métallique. La tour est peinte en blanc.
Ce phare, construit en 1929, est érigé au milieu du fleuve Amazone, en face du phare de Pedra do Jacaré. Il marque, au passage entre les deux phares, l'arrivée vers le port de Manaus et émet, à 15 m au-dessus du niveau de l'eau, un éclat vert toutes les 3 secondes. Sa portée maximale est de 9 kilomètres.
Identifiant : ARLHS : BRA281 ; BR0428 - Amirauté : G0029.6 - NGA : ...